# Talislanta
Talislanta, le jeu de rôle occulte-fantastique est un jeu de rôles médiéval-fantastique écrit par Stephen Michael Sechi et publié pour la première fois en  1987. Il a été publié en français en 2005 par les Ludopathes Éditeurs.

## Histoire éditoriale
La première édition a été publiée de 1987 à 1988 par l'éditeur Bard Games. la deuxième édition a été publiée par Bard Games de 1989 à 1990. La troisième édition a été publiée par Wizards of the Coast de 1992 à 1994. La quatrième édition a été publiée par Shootingiron Design de 2001 à 2006. Une édition d20 system a été publiée par Morrigan press en 2005. La cinquième édition a été publiée par  Morrigan press de 2005 à 2007.
La quatrième édition a été publiée en français par les Ludopathes de 2005 à 2006.

## L'univers
Talislanta se distingue des autres jeux médiéval-fantastiques par un ton complètement dégagé des légendes celtiques et nordiques — ce qui lui a permis de se vanter dans certaines éditions qu'il « ne contient pas d'elfes ! ». À la place, le jeu s'articule autour des idées de contact entre les peuples et de magie. On est plus chez Marco Polo que chez Tolkien.
Talislanta est un continent de la planète Archéus qui a connu un cataclysme 600 ans auparavant. De forme approximativement rectangulaire, deux soleils et sept lunes l'éclairent ; les lunes ont une grande influence magique et rythment le calendrier.
La population dominante de Talislanta est le peuple Archéen. Ce sont des êtres graciles, beaux, à la peau pâle et aux oreilles pointues, doués pour la magie… Ils sont finalement très similaires aux Elfes d'autres univers de fantasy, en corps sinon en esprit.
Jadis, les Archéens possédaient d'immenses magies, qui revivent quelque peu à Cymril, la Cité des Arcanes. Leur folie conduisit à ce qu'on nomme le Grand Désastre, et le continent fut transformé et peuplé d'êtres nouveaux (au passage, les Archéens acquirent la particularité d'avoir différentes couleurs de peau selon la région, du blanc au rouge en passant par le bleu et le vert).
Il existerait des Terres Inconnues au-delà de Talislanta. On n'a pour l'instant décrit que le Royaume de Minuit ; il est aussi question d'Altarus, Celadon, et Draknar.

### La partie ouest
- Au nord, une région sauvage de plateaux, de montagnes et de forêts, peuplée de gens barbares comme les Armites et les Urags ;
- à l'ouest, les sultanats archéens de Zandu et d'Aaman, en guerre religieuse permanente ;
- à l'est, la Confédération, un ensemble de six royaumes alliés autour de Cymril ;
- au sud, le pays de Mog, une région marécageuse ; sur une île voisine vivent les Imriens, des hommes-lézards esclavagistes.

### La partie nord
C'est un pays de glaces où les peuples vivent grâce à d'anciennes magies et aux troupeaux de bêtes géantes qui y paissent. On y trouve aussi le peuple Gryphe, des hommes-oiseaux.

### La partie centrale
C'est un grand désert rouge, arpenté par des tribus nomades qui affrontent durement la Confédération d'une part, et d'autre part les royaumes de Diaffa et Carnathéum, très évolués, qui se partagent son centre, et les rares oasis devenues cités-États.

### La partie est
C'est l'Orient fabuleux, entre le royaume de Siam et les conquérants Mongols. De nombreuses races non-archéennes y voisinent, sous le patronage de l'Empire Quan. 

### La Confédération
La Confédération est une alliance commerciale et défensive passée par les dirigeants des six royaumes autour de Cymril, plus Cymril même. C'est le point de référence de l'univers.
Cymril est une puissante cité archéenne organisée autour de son Collège des Arcanes. Une récente révolution a ouvert la magie rapide à tous, brisant la loi qui voulait que seuls les mages possèdent autre chose que des incantations standardisées ; mais des rebelles, les Tanasiens, voudraient encore revenir à l'ordre ancien pour éviter un nouveau Grand Désastre.
Taz est le royaume des Affranchis, des esclaves guerriers créés par magie. Ce sont des soldats-nés, solides et disciplinés. Ils constituent l'ossature de l'armée de la Confédération.
Astar est le reflet inversé de Taz : c'est le refuge des Muses, d'autres humanoïdes créés pour le plaisir des Archéens de jadis. Ces êtres splendides et vaporeux, tout de beauté et d'art, ne vivent que grâce à leurs compagnons Follets, de petits lutins volants qui les nourrissent, les vêtent, les logent et servent d'interprètes ; ils ne se consacrent eux-mêmes qu'à l'art.
Kasmir est peuplé de gens à la peau parcheminée et au corps tordu. Ces grands banquiers excellent dans la science du secret, et leurs Magetrappes sont renommés.
Sindar est peuplé par les Sindarins, un peuple étrange et en fait extraterrestre. Les Sindarins ont deux cerveaux (d'où un intellect surpuissant), ne dorment pas, jouent à des jeux atrocement complexes et refusent la magie (il leur faudrait sacrifier un cerveau pour la pratiquer). Ils viennent d'une autre planète, mais ne savent plus voyager dans l'espace.
Durne est le royaume des Gnomes. Ces petits êtres (80 cm de haut) ont de grands yeux et une bizarre crête de cheveux qui leur court du front au bas du dos. Ils vivent sous terre, dans un immense réseau de grottes, et se considèrent tous comme les enfants de la déesse Terre. Ils ignorent le crime, mais leur alliance commerciale et défensive avec Cymril les force à apprendre comment policer leurs visiteurs. Ils font pousser des cristaux qui les éclairent et renferment la magie de leur déesse.
Vardune est le royaume des hommes-oiseaux, eux aussi originaires d'un autre continent. Ces êtres épris de nature souffrent de la dégénérescence de leur race, qui sait de moins en moins voler et doit user de magie. Ce sont d'excellents botanistes.

### Technologie
La magie permet aux peuples de Talislanta de fabriquer des machines très puissantes. On peut y compter les Arches terrestres, d'immenses navires à roues, et des vaisseaux volants. L'architecture est également très développée, surtout chez les Kasmirans et à Cymril. Quant aux Sindarans, ils maîtrisent l'alchimie.

## Règles
Talislanta utilise un D20 pour toutes les actions. On y ajoute selon les cas, une caractéristique et une compétence, ou la caractéristique × 2, et la difficulté. Ces deux valeurs peuvent être négatives, une valeur de 0 ou 1 valant pour la moyenne (définie par les Archéens). Si le score final atteint 6 ou plus, l'action est réussie, avec différents degrés de succès.

### Création de personnage
Un personnage de Talislanta se crée en répartissant cinq rangs dans ses vocations. Ces dernières vont d'initié à grand-maître et d'Archonte (dirigeant) à Assassin, et permettent de développer diverses compétences, un rang permettant d'ajouter 10 points de compétences. Le personnage est complété par sa race, son origine culturelle et d'éventuels avantages/désavantages.

### Magie
La magie est la grande affaire du jeu. Hormis les Sindarans, qui lui préfèrent l'alchimie, et les Affranchis, qui n'ont pas été créés pour la pratiquer, chaque peuple a sa (ou ses) magies qui le définissent. Cymril, la cité des Arcanes, forme de nombreux mages de toutes les traditions.
En termes de jeu, un mage appartient à un Ordre, qui peut être l'arcanomancie, la cristallomancie, la nécromancie, le druidisme/animisme, l'invocation (de dieux ou de démons), l'élémentalisme… Cet Ordre définit sa philosophie, ses bonus/malus dans les divers Modes, sa méthode d'Harmonisation et ses éventuelles limitations.
Les Modes sont des compétences qui gouvernent les différents aspects de la magie. Par exemple, un cristallomancien aura un bonus de +2 à ses Modes de Défense et de Soins, en accord avec la nature de la Terre. Un élémentaliste du Feu aura lui +2 en Attaque et en Conjuration, représentant son aptitude à brûler tout ce qui bouge et à appeler des élémentaires de Feu. Il y a aussi des malus, voire des Modes interdits pour certains ordres. C'est avec un Mode que l'on effectue le jet de lancer de sort.
L'Harmonisation est une autre compétence qui permet au mage de garder l'équilibre de son esprit (du moins tel que le définit son Ordre). Elle permet d'une part, d'ignorer les perturbations (être blessé par exemple) ; d'autre part, de récupérer de la fatigue mentale des sorts, via un petit rituel.
Un sort enfin peut être libre ou basé sur une formule. On le définit par la somme de ses composantes (portée, durée, magnitude de l'effet). Tout autre résultat qu'un succès parfait entraîne de la fatigue pour le magicien. Un effet libre répond aux besoins du moment ; une formule, créée par un mage réputé et testée par d'autres, est plus facile et moins fatigante à lancer.